# Arnold Ehret

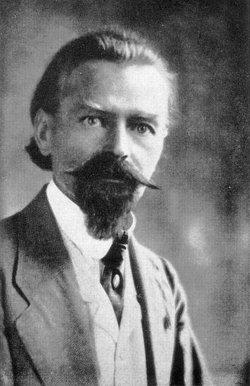
Arnold Ehret

Arnold Ehret (Freiburg im Breisgau, 25 juli 1866 - Los Angeles, 9 oktober 1922) was een Duitse natuurgenezer en schrijver over gezondheid en voeding die rond 1920 een levenswijze van gezonde voeding ontwikkelde, het Mucusless Diet Healing System. Hij was een van de eerste die vitalisme in de dieetleer bracht. Hij wordt omschreven als de vader van de naturopathie.
Tegenwoordig zijn er verscheidene natuurgenezers die werken volgens Ehret’s methodes, o.a. Prof. Spira, en anderen die er sterk door geïnspireerd zijn, o.a. Dr. Robert Morse. Er wordt gepleit voor een systematische toepassing van een Mucusloos Dieet, een dieet zonder slijmproducerende voeding. De focus ligt hierbij op fruit en groene bladgroenten als ideale menselijke voeding, darmspoelingen, en vasten. Echter, Transitie speelt een grote rol gezien de menselijke fysiologie tegenwoordig dusdanig is afgetakeld door minder dan ideale voeding, dat meteen overstappen op een slijmloos dieet voor veel mensen te abrupt is. 
- Bibliothèque nationale de France: cb126041837 (data)
- Gemeinsame Normdatei: 135552230
- International Standard Name Identifier: 0000 0001 0968 5868
- Library of Congress Control Number: n87139714
- Nationale Bibliotheek van Letland: 000095875
- Nationale Bibliotheek van Tsjechië: xx0219154
- Nationale bibliotheek van Australië: 35377834
- Nationale Bibliotheek van Polen: a0000001251640
- Nederlandse Thesaurus van Auteursnamen: 18040363X
- Trove: 931415
- Virtual International Authority File: 45521256
- WorldCat: E39PBJwHfHbttP7MYp36fdHpyd